# Gottardo Aldighieri
Gottardo Aldighieri (Lazise, 6 gennaio 1824 – Verona, 11 maggio 1906) è stato un baritono italiano.

## Biografia
Allievo di Domenico Foroni, fu acclamato come grande protagonista di importanti opere liriche nei principali teatri sia in Italia che in Europa.
Fu il primo a coprire il ruolo di Barnaba nella Gioconda di Ponchielli (1876) e interpretò Wolfram alla prima italiana di Tannhäuser di Wagner (1872).
Dotato di una voce timbrata, ampia e ben impostata, si cimentò in numerosi ruoli del repertorio ottocentesco, ma viene ricordato per le sue interpretazioni di ruoli tratti da opere di compositori veristi e tedeschi.
Fu uomo di profonda cultura umanistica, e si dilettava nello scrivere versi e poesie, che talvolta proponeva ai compositori di musica vocale da salotto della sua epoca, suscitando spesso curiosità e approvazione.
Aldighieri scrisse infatti anche i versi della romanza in tempo di valzer Il bacio, musicata da Luigi Arditi e all'epoca famosissima.
Sposò Maria Spezia, nata a Villafranca di Verona nel 1828 e morta nella sua villa a Colognola ai Colli nel 1907, a sua volta celebre soprano.
Il bisnipote Giorgio Aldighieri (vicentino) è stato a sua volta cantante di fama internazionale con lo pseudonimo di George Aaron ma nel genere dance anni ottanta.